# Otterböte
Vid Otterböte på Kökar, Åland finns lämningar efter en säljägarboplats med från yngre bronsåldern cirka 1000 f Kr.  Arkeologiska undersökningar har visat på grunder till nio runda hyddbottnar, ett antal friliggande härdar, en brunn och fyra avskrädesplatser. Man har hittat stora mängder av keramikskärvor och djurben och många av skärvorna kommer från större kärl formade som tunnor och de flesta benen kommer från sälar.

Analyser av keramikgodset visar att det inte är tillverkat på Åland. Flera av de större kärlen har en karaktäristisk dekor av breda, dragna ränder som tyder på att de kommer från lausitzkulturen i södra Östersjön i nuvarande Polen. Därför tror man är att Otterböte var en övervintringsboplats för säljägare som anlände under hösten och övervintrade i väntan på att jaktsäsongen kunde börja på vårisarna. Efter avslutad jakt återvände de hem.

Under bronsåldern låg havsnivån betydligt högre och platsen erbjöd då ett skyddat läge vid en havsvik.